# Bakterije
Bakterije  su najbrojnija skupina organizama. Većina je ovih jednostaničara nužna za održavanje života ostalih makroorganizama na Zemlji. Te su bakterije bile bitne u biološkoj evoluciji, a i danas su osnova svakog hranidbenog lanca u prirodi. Prisutni su u tlu i vodi. Ostale su bakterije pripadnici fiziološke flore ljudi i životinja (obitavaju na koži, u usnoj i nosnoj sluznici, crijevima, donjem dijelu ženskog spolnog sustava), obavljaju poželjne kemijske procese te se primjenuju u raznim gospodarskim djelatnostima. Od 1500 opisanih vrsta bakterija, samo su stotinjak vrsta ljudski patogeni.
Morfološka i uzgojna svojstva bakterija, njihov rast, metabolizam i genetiku proučava dio mikrobiologije koji se zove bakteriologija. Medicinska bakteriologija proučava rikecije, klamidije i patogene bakterije koje oštećuju organizam proizvodima svojeg metabolizma (toksini).

## Povijesni slijed
Prve veće bakterije je promatrao Antoni van Leeuwenhoek 1683. koristeći prvi mikroskop iz vlastite izrade.  Dugo nakon njegova otkrića se istraživala samo morfologija tih mikroorganizama, ali ne i njihovo djelovanje u živoj prirodi. Naziv bakterija znatno kasnije (1828.) izvodi Christian Gottfried Ehrenberg, 
od grč. bakterion što znači "štapić, palica". Osnivači znanstvene i eksperimentalne bakteriologije su Louis Pasteur (1822-1895) i Robert Koch (1843-1910). Oni su u laboratorijskom radu počeli upotrebljavati neke postupke, poput bojenja i uzgajanja bakterija. Radili su na utvrđivanju etiologije mnogih zaraznih bolesti i opisali ulogu bakterija kao uzročnika i prijenosnika bolesti ili patogena.  Francuski mikrobiolog i imunolog Emile Roux je znatno pridonio spoznajama o bakterijskim otrovima. Na osnovi novih pronalazaka i spoznaja, kojima su osnova bila prijašnja otrkića, može se tvrditi da su 19. i 20. stoljeće "zlatno doba" bakteriologije. Za taj se napredak mora naglasiti značenje dostupnosti i uporabe novih tehničkih pomagala i metoda bojenja bakterija. U novije se vrijeme istražuju vrlo sitne bakterijske strukture, njihove biokemijske aktivnosti i genetika.

## Građa
Veličina stanica pojedinih bakterijskih vrsta je različita i nije stalna. Duljina im se kreće od 0.3 do 20 μm, a promjer od 0.5 do 2.0 μm, stoga možemo zaključiti da bakterije nisu vidljive golim okom. Promjene u veličini bakterija mogu nastati zbog djelovanja različitih činitelja kao što su toplina, promjena pH, te starost bakterijske kulture.
- Citoplazma je polutekuća tvar koja čini najveći dio bakterijske stanice. U njoj se zbiva većina metaboličkih procesa jer sadrži organske i neorganske tvari te organele.
- Nukleoid ili jezgrina tvar je ekvivalent jezgre. Slobodno je rasprostranjena u središnjem dijelu citoplazme. Pretežno sadrži DNK te RNK, zbog čega kažemo da je nositelj nasljednih uputa.
- Plazmidi imaju funkciju nasljednog aparata koji je neovisan o jezgrinoj tvari. Kružnog su oblika i unjima se nalaze [gen]i. Najznačajniji plazmidi određuju rezistentnost bakterija na antibiotike (R-činitelji).
- Ribosomi su kuglastoga oblika, većim dijelom sastavljeni od RNA. To su mjesta gdje se zbiva sinteza bjelančevina. Mogu biti slobodni ili vezani za citoplazmatsku membranu.
- Membrana je debela 5 do 10 nm i vidljiva je elektronskim mikroskopom. Sastoji se od slojeva fosfolipida i bjelančevina. Obavlja razne funkcije važne za život bakterijske stanice: regulira ulazak tvari, izlazak proizvoda razgradnje i osmotsku ravnotežu.
- Stanična stijenka je čvrsta i elastična tvorevina građena od peptidoglikana (mureina). Gotovo sve vrste bakterija posjeduju ovaj stanični dio koji okružuje i štiti unutrašnjost bakterijske stanice od mehaničkih oštećenja i promjene tlaka.

- Kapsula i glikokaliks su sluzave tvorbe na površini stanica nekih vrsta bakterija (kapsulogene bakterije). Stvaraju ih enzimi na membrani stanice, a izlučuju se na površini stanične stijenke. Štite bakteriju od djelovanja fagocita, infekcije bakteriofaga i od nepovoljnih utjecaja okoliša.
- Bičevi ili flagele (lat. flagellum – bič) – omogućavaju pokretanje nekim bakterijama (najčešće bacilima). Izbijaju iz bazalnih tjelešaca smještenih dijelom na unutarnjoj strani citoplazmatske membrane, a dijelom na staničnoj stijenci. Građeni su od bjelančevina flagelina, malih su dimenzija i vidljivi samo elektronskim mikroskopom.
- Fimbrije (lat. fimbria – vlakno) i pili (lat. pilius – dlaka) su uglavnom ravne i čvrste tvorbe koje se nalaze na površini stanica gram-negativnih bakterija (vidi niže). U odnosu na bičeve su brojnije i mnogo manje, građene od bjelančevine fibrilina odnosno pilina. Pilima bakterije prijanjaju na stanice makroorganizama te se koloniziraju. Fimbriji povezuju dvije bakterije omogućujući konjugaciju.

## Metabolizam (mijena tvari)

### Kemijski sastav
Bakterijska stanica sadržava veliki broj anorganskih i organskih spojeva. Njihov sadržaj ovisi o vrsti bakterije. Voda je količinski glavni sastavni dio živih stanica, pa i bakterijskih (75-98 %) jer sudjeluje u brojnim kemijskim reakcijama kao otapalo ili prijenosnik elektrolita. U bakterijskoj stanici su kemijski elementi približno zastupljeni kao u stanicama viših organizama. Oni su većinom sadržani unutar makromolekula (stanične bjelančevine, nukleinske kiseline, kompleksni ugljikohidrati, i masti u citoplazmi i staničnim ovojnicama).

### Procesi
Procesi metabolizma bakterija su uvjetovani nasljednim činiteljima. Mijena tvari podrazumjeva sve kemijske procese koji se zbivaju kao sinteza tvari (anabolizam) i razgradnja tvari (katabolizam). Za nju su bakterijama potrebni ugljik, dušik, voda i anorganske soli, kao gradivni elementi enzima i uvjeti održanja koloidnoga stanja, osmotskog tlaka i acido-bazične ravnoteže u stanici. Ovisno o podrijetlu ugljika i izvoru energije, razlikuju se autotrofni i heterotrofni metabolizam.
- Autotrofne bakterije ili autotrofi dobivaju ugljik iz ugljikova dioksida ili karbonata, a dušik iz anorganskih spojeva amonijaka, nitrita i nitrata. Energiju dobivaju kemosintezom (oksidacijom) ili fotosintezom.
- Heterotrofne bakterije ili heterotrofi su organizmi za koje su organski spojevi (ugljikohidrati) izvor ugljika i energije, a anorganski i organski spojevi (bjelančevine) izvor dušika. Ovisno o tome odakle potječu organski spojevi heterotrofne su bakterije paraziti (sa živih) odnosno saprofiti (s uginulih organizama).

## Rast i razmnožavanje
Rast bakterija podrazumjeva povećanje veličine njihovih stanica, ali i povećanje njihova broja nakon razmnožavanja, što rezultira stvaranjem kolonija. Postoje vrsne i metaboličke razlike vezane za rast i razmnožavanje bakterija. Na te procese utječu nasljedni činitelji. Bakterije se počinju razmnožavati kada njihove stanice narastu do veličine svojstvene određenoj vrsti. To se zbiva povoljnim hranidbenim, energijskim, atmosferskim i temperaturnim uvjetima. Najveći broj bakterijskih vrsta razmnožava se jednostavnom, binarnom diobom, pri kojoj od jedne bakterijske stanice nespolnim načinom nastaju dvije nove stanice.
Plazimidi se najčešće prenose konjugacijom koja nastaje doticanjem dviju bakterija preko spolne pili. Ostali oblici genskoga prijenosa kod bakterija uključuju preobrazbu, transdukciju i transpoziciju koji se najčešće vrše umjetnim postupcima u genetičkom inženjerstvu.

## Prilagodba
Gram-pozitivna bakterija (vidi niže) u nepovoljnim životnim uvjetima tvori endosporu. U takvom obliku tzv. sporogena bakterija može preživjeti deseteljećima jer je spora otporna na povišenu i sniženu temperaturu, zračenje i dezificijense. Spora nije metabolički aktivna tvorba niti sudjeluje u razmnožavanju bakterija. Nakon ponovnog uspostavljanja povoljnih uvjeta, bakterijska stanica se vraća u vegetativni oblik zadržavajući prijašnja patogena svojstva. Razne bakterije mogu kolonizirati unutarnja tkiva različitih viših organizama gdje su zaštićene od vanjskih utjecaja. To se često opaža kod biljaka koje mogu živjeti u simbiozi s takvim bakterijama. Takozvani endofiti mogu za uzvrat pružiti otpornost na bolesti njihovom domaćinu.

## Identifikacija
Identifikacija (lat. prepoznavanje) bakterija se obavlja na osnovi
- morfoloških svojstava (podjela prema obliku stanice)
  - Kuglaste bakterije ili koki (grč. coccus – zrno) imaju oblik kugle. Kada nakon diobe stanice ostanu zajedno, tada nastaju diplokoki (dvije jedinke), streptokoki (lanac), stafilokoki (grozd), tetrakoki (dva para) ili sarcine (osam jedinki).
  - Štapićaste bakterije ili bacili (lat. bacillus – štapić) mogu biti različite duljine i promjera. Ako se nakon diobe štapići ne razdvajaju, zovu se diplobacili (u paru), streptobacili (lanac) ili palisade (poredani usporedno).
  - Zavojite bakterije ili spirili su u osnovi štapićaste bakterije jedanput ili više puta zavijene oko svoje zamišljene osi. Mogu biti vibrioni (u obliku zareza) ili spirohete (više zavoja).

- - L-oblici bakterija (otkrivene na Listerovu institutu) nemaju stanične stijenke, pa se pojavljuju u različitim oblicima (polimorfizam).
- bojenja po Gramu (metoda danskog biologa Christiana Grama koja uključuje plavoljubičasti kristal-violet i crveni karbol-fuksin)
  - gram-pozitivne se oboje plavoljubičasto i nakon čišćenja alkoholom. Imaju deblju staničnu stijenku s teikoičnom kiselinom i više mureina.
  - gram-negativne ne zadržavaju boju, nego se oboje crveno. Stijenka im sadrži lipoproteine i lipopolisaharide; posjeduju dodatnu vanjsku membranu.

## Podjela bakterija (koljena)
Prema podacima iz 2012 godine bakterije se dijele na 25 koljena
1. Koljeno Acidobacteria
2. Koljeno Actinobacteria
3. Koljeno Aquificae
4. Koljeno Bacteroidetes
5. Koljeno Chlamydiae
6. Koljeno Chlorobi
7. Koljeno Chloroflexi
8. Koljeno Chrysiogenetes
9. Koljeno Cyanobacteria
10. Koljeno Deferribacteres
11. Koljeno Deinococcus-thermus
12. Koljeno Dictyoglomi
13. Koljeno Fibrobacteres
14. Koljeno Firmicutes
15. Koljeno Fusobacteria
16. Koljeno Gemmatimonadetes
17. Koljeno Lentisphaerae
18. Koljeno Nitrospira
19. Koljeno Planctomycetes
20. Koljeno Proteobacteria
21. Koljeno Spirochaetes
22. Koljeno Thermodesulfobacteria
23. Koljeno Thermomicrobia
24. Koljeno Thermotogae
25. Koljeno Verrucomicrobia

## Pogledajte također
- Erysipelothrix rhusiopathiae
- Mycobacterium tuberculosis
- Clostridium perfringens
- Staphylococcus aureus

## Vanjske poveznice
- Mikrobiološka galerija